# Кихдорф
Кихдорф (њем. Kühdorf) општина је у њемачкој савезној држави Тирингија. Једно је од 61 општинског средишта округа Грајц. Према процјени из 2010. у општини је живјело 77 становника. Посједује регионалну шифру (AGS) 16076038.

## Географски и демографски подаци
Кихдорф се налази у савезној држави Тирингија у округу Грајц. Општина се налази на надморској висини од 365 метара. Површина општине износи 2,2 km². У самом мјесту је, према процјени из 2010. године, живјело 77 становника. Просјечна густина становништва износи 35 становника/km².